# Chorote
El poble chorote, chortí, manjui o com s'autodenominen, yofasa o yofwaja, són un poble indígena que viu a les dues ribes del riu Pilcomayo, a l'Argentina, Bolívia i Paraguai.
A Argentina són prop de 2.300 persones, repartides en vuit comunitats de la província de Salta i província de Formosa. A Bolívia habiten al departament de Tarija. I al Paraguai als departaments de Presidente Hayes i Boquerón.
Al costat dels wichís i els chulupís o nivaclés, pertanyen a la família ètnica mataco-mataguaya. Són del tipus racial patagó amb influència andina i brasília. La seva llengua forma part de la família lingüística mataco-guaycurú. La llengua chorote o tsoloti és parlada per menys de 10.000 persones i consta de dos dialectes molt diferenciats, fins a tal punt que moltes fonts els consideren idiomes diferents: 
El manhui, manjuy o chorote iyo'wujwa (habitants de la muntanya), té prop de 1.500 parlants a Argentina, un parell de famílies (8 persones) a Bolívia (font de 1982) i 500 a Paraguai (font de 1991).
Els chulupís denominen a l'altre dialecte com eklenhui o eclenjuy i també és conegut com a chorote iyojwa'ja (habitants del riu); només és parlat per 800 persones a l'Argentina. En aquest país les dues branques s'han fusionat en gran manera, facilitant el procés l'adopció del castellà.
Les principals comunitats dels chorots a l'Argentina (a Salta) són Misión el Cruce ubicada a 1 km de la ciutat de Tartagal (en aquesta missió hi ha també wichís i tapietés); Misión km 6, a 4 km de Tartagal; Misión Lapacho I; Misión La Paz; La Gracia; La Bolsa; La Merced i La Curvita.
Antigament la seva economia es basava en la recol·lecció i la pesca.
L'Enquesta Complementària de Pobles Indígenes (ECPI) 2004-2005, complementària del Cens Nacional de Població, Llars i Habitatges 2001, va donar com a resultat que es reconeixen i/o descendeixen en primera generació del poble chorote 2.147 persones a la Província de Salta. Dels quals 2.022 resideixen en comunitats. A tot el país es van declarar chorots 2.613 persones. A Paraguai són menys de mil persones i a Bolívia no consta però si en queda algun, són molt pocs.